# Selección de fútbol americano de Brasil
La Selección de fútbol americano de Brasil es el equipo representante de Brasil en competencias de tipo internacional de fútbol americano. Es administrada por la Asociación de Fútbol Americano de Brasil (Associação de Futebol Americano do Brasil).
Tuvo su primer partido oficial en un encuentro amistoso en contra de la selección uruguaya el 15 de noviembre de 2007 realizado en Montevideo, Uruguay; Brasil llevó jugadores de las áreas de Mato Grosso, Río de Janeiro, Santa Catarina y São Paulo. El partido terminó con un marcador de 20-14 a favor de los locales. La selección brasileña, junto con la uruguaya y la argentina son miembros recientes del organismo gobernante del fútbol americano a nivel internacional, la IFAF. 